# 佳安里
佳安里是位於臺灣桃園市龍潭區的一個里，位於該區東北部，面積約3.39平方公里，人口數為3,856人 。佳安里目前在行政區上界定的範圍北與大溪區瑞源里為界，東南與龍潭區三坑里為鄰，西邊為龍潭區富林里與建林里，西北方與西南方則分別與龍潭區九龍里、三林里相連。桃園市的兩大重要研究機構─國家中山科學研究院與國家原子能科技研究院均位於此里。

## 歷史
佳安里在早期是由十一份、泉水空與淮子埔3個庄頭所組成。十一份之地名起源於墾殖制度，因十一人合股開墾而名；當年開拓九座寮（今龍潭區九龍里）之墾民李元鳳，後裔人口眾多，第八房李文標召股集資來此開墾，共有十一份，村莊因此而得名。另一說為因往昔設有腦灶之處，故以名。（每十個腦灶稱一分。），泉水空居佳安里西北部，南接十一份。茄苳溪源出十一份，經此而過成潛流，故地面每有出泉之孔洞，因名泉水空。淮子埔則位於佳安里東北部，地名可能源於開墾者之名。原多為茶園地，今大部分為中山科學研究院址。中華民國接管臺灣後，十一份、泉水空段和淮仔埔三地合設佳安村，但佳安兩字由來則暫不可考。當年由於往來大溪、三坑等地的交通緣故，十一份成為交通要衝之地。又因崁下運輸甘蔗及三角林設立飛行場時材料搬運的緣故，日治時期十一份便設有輕便鐵路的車站。
1954年及1965年，石門水庫管理局與中山科學研究院先後在佳安村設立之後，另外形成了石園一村、石園二村與佳安路3個較大的聚落
。
2014年12月25日，桃園縣升格為直轄市桃園市，龍潭鄉改制為龍潭區，佳安村改制為佳安里。

## 地貌
佳安里的地形大部分為台地、丘陵，早年農業社會，里內遍佈灌溉用的人工埤塘，目前除了碧湖（中央埤）外，大部分的埤塘均囤掉作為建築等用地。
現佳安里內，公有設施的面積占了很大比例，如水資局、中科院、中學、小學等。

## 族群
佳安里早期屬客家聚落，後在水資局、中科院、核研所設立之後，大量技術人員遷入，呈現了多元族群融合之貌。

## 宗教信仰
位於三坑子老街的永福宮是佳安里與三坑里的信仰中心；目前主祀為三官大帝，並奉祀有三山國王、開漳聖王、天上聖母。伯公（土地公）也是佳安里常見的民間信仰，佳安里境內的伯公現存的就有10座。佳安里的教會則有天主堂、長老教會、龍潭教會佳安會所與石門水庫教會等。

## 教育
- 桃園市龍潭區石門國民小學
- 桃園市立石門國民中學
- 桃園市懷恩高級中等學校

## 醫療
- 中科院醫務所

## 觀光
- 水利署北區水資源分署與十一份集福宮

位於北區水資源分署前的石門大草坪面積廣闊，周圍還有許多木麻樹、樟樹，提供民眾涼蔭休息。
- 石門活魚街

佳安里的文化路上以活魚為號召的餐廳有數十家，讓當地有了活魚街的美名。石門水庫管理局早期禁止於水庫捕魚、垂釣，直到中科院於佳安里設立後才開放魚權；早期的『活魚街』位於佳安市場附近的三角地上，現今所指的活魚街則為文化路。

## 政治
- 2014年中華民國村里長選舉[8]

佳安里
| 號次 | 候選人   | 性別 | 政黨       | 得票數 | 得票率 | 當選標記 |
| ---- | -------- | ---- | ---------- | ------ | ------ | -------- |
| 1    | 江李桂春 | 女   | 中國國民黨 | 766    | 38.82% |          |
| 2    | 羅濟巧   | 男   | 中國國民黨 | 1,207  | 61.17% |          |

## 外部連結
- 桃園市龍潭區佳安里-村里通 - 村里首頁